# WWE Action Figures
WWE Action Figures zijn actiefiguren die in opdracht van de WWE zijn vervaardigd in de vorm van professionele worstelaars. De eerste serie werd geproduceerd door speelgoedfabriek LJN, gemaakt van massief rubber en zeer goed gelijkend. Ze konden hun ledematen niet bewegen, en waren 20 cm hoog.
Toen in 1989 de speelgoedafdeling van LJN gesloten werd, gaf de WWE het contract aan Hasbro. Van 1990 tot 1994 werden plastic actiefiguren geproduceerd. Hoewel ze niet volledig konden bewegen, hadden ze door een veer aangedreven acties zoals vuistslagen.
Vanaf 1996 werden de poppen geproduceerd door Jakks Pacific. Mattel nam de productie in 2010 over.

## Classic Superstars (Jakks Pacific)

### Serie 1 t/m 10
| 1                      | 2                   | 3                | 4                  | 5               | 6                   | 7                | 8                      | 9                 | 10               |
| ---------------------- | ------------------- | ---------------- | ------------------ | --------------- | ------------------- | ---------------- | ---------------------- | ----------------- | ---------------- |
| André the Giant        | George "The Animal" | Bret Hart        | Hacksaw Jim Duggan | Brutus Beefcake | Earthquake          | André the Giant  | Bruiser Brody          | Road Warrior Hawk | Bruno Sammartino |
| Bret Hart              | Dude Love           | Jake Roberts     | Hillbilly Jim      | Iron Sheik      | Road Warrior Animal | British Bulldog  | Chief Jay Strongbow    | Animal            | Dusty Rhodes     |
| Hunter Hearst Helmsley | Big John Studd      | Jimmy Snuka      | Junk Yard Dog      | King Kong Bundy | Bobby Heenan        | Billy Graham     | Classy Freddie Blassie | Bam Bam Bigelow   | Greg Valentine   |
| Shawn Michaels         | Mankind             | Ted DiBiase      | Rowdy Roddy Piper  | Paul Orndorff   | Doink The Clown     | Don Muraco       | Cowboy Bob Orton       | Kamala            | Gorilla Monsoon  |
| Ultimate Warrior       | Ric Flair           | Ultimate Warrior | Tito Santana       | Nikolai Volkoff | André the Giant     | Eddie Guerrero   | Hollywood Hulk Hogan   | Akeem             | Harley Race      |
| The Undertaker         | Sgt. Slaughter      | The Undertaker   | Yokozuna           | Terry Funk      | Road Warrior Hawk   | Gorilla Monsoon  | Hulk Hogan             | Godfather         | Mr. Perfect      |
|                        |                     |                  |                    |                 | Koko B. Ware        | Harley Race      | Jerry Lawler           | Papa Shango       | Rocky Maivia     |
|                        |                     |                  |                    |                 | One Man Gang        | Jimmy Hart       | Vader                  | Paul Bearer       | Sabu             |
|                        |                     |                  |                    |                 | Shawn Michaels      | Ultimate Warrior |                        | Ric Flair         |                  |

### Serie 11 t/m 20
| 11                   | 12                 | 13             | 14                   | 15                      | 16               | 17             | 18             | 19             | 20           |
| -------------------- | ------------------ | -------------- | -------------------- | ----------------------- | ---------------- | -------------- | -------------- | -------------- | ------------ |
| Kevin Nash (Diesel)  | Captain Lou Albano | Al Snow        | Diamond Dallas Page  | Tank Abbott             | Vince McMahon    | Ivan Putski    | Honky Tonk Man | Adam Bomb      | Dynamite Kid |
| Barry Windham        | Ultimate Warrior   | Mr. Perfect    | Ax                   | Lex Luger               | Giant Gonzales   | Typhoon        | Jim Ross       | Cactus Jack    | John Cena    |
| Fabulous Moolah      | Brian Knobbs       | Bret Hart      | Abdullah The Butcher | Razor Ramon             | Shawn Michaels   | Eddie Guerrero | Kane           | Eddie Guerrero | Rey Mysterio |
| Hollywood Hulk Hogan | Brooklyn Brawler   | Brother Love   | Bob Backlund         | The Rock                | Sycho Sid        | Repo Man       | King Mabel     | Evil Doink     | Ric Flair    |
| I.R.S                | Dean Malenko       | Droz           | Gene Okerlund        | Ron Bass                | Ultimate Warrior | The Rock       | Mae Young      | Howard Finkel  | The Roc      |
| Ken Shamrock         | Hulk Hogan         | Dusty Rhodes   | Honky Tonk Man       | Shawn Michaels          | Barbarian        | Rocky Johnson  | Ric Flair      | Kevin Sullivan | Ron Simmons  |
| 123 Kid              | Jerry Sags         | Ernie Ladd     | Rick Martel          | Johnny Rodz             | Warlord          | Shane McMahon  | Rikishi        | Mankind        | Tony Atlas   |
| Rick Steiner         | Jimmy Valiant      | Rick Rude      | Sensational Sherri   | Tully Blanchard         | X-Pac            | Triple H       | Steve Austin   | Nikita Koloff  |              |
|                      | Killer Kowalski    | Bad News Brown | Smash                | Zeus                    |                  | Ken Patera     | Sunny          | The Rock       |              |
|                      | Arn Anderson       | The Mountie    |                      | Stone Cold Steve Austin |                  |                |                | Val Venis      | Tatanka      |
|                      |                    | Luna Vachon    | Ultimate Warrior     |                         |                  |                |                |                |              |
|                      |                    | The Undertaker |                      |                         |                  |                |                |                |              |

### Serie 21-
| 21            | 22               | 23                  | 24                     | 25                     | 26                        |
| ------------- | ---------------- | ------------------- | ---------------------- | ---------------------- | ------------------------- |
| Brian Pillman | Andy Kaufman     | Rob Van Dam         | Brian Blair            | Goldberg               | "Machine" André the Giant |
| Buff Bagwell  | Chainsaw Charlie | Road Warrior Animal | Davey Boy Smith        | The Giant              | Iron Sheik                |
| Chris Jericho | Earthquake       | Road Warrior Hawk   | Jim Brunzell           | Jesse Ventura          | Junkyard Dog              |
| Jeff Hardy    | Eddie Guerrero   | Bezerker            | Rey Mysterio           | Gerry Brisco           | Meng                      |
| Jesse Ventura | Matt Hardy       | Big Bossman         | Stephanie McMahon      | Jack Brisco            | Bret Hart                 |
| Rey Mysterio  | Sparky Plugg     | Lance Storm         | Dynamite Kid           | Big Bossman            | Dangerous Danny Davis     |
| Tazz          | Steve Austin     | Trish Stratus       | Hunter Hearst Helmsley | Bastian Booger         | Dr. Death Steve Williams  |
|               | Vince McMahon    | Billy Kidman        | Rob Van Dam            | Haku                   | Matt Hardy (LJN Style)    |
|               |                  | Spike Dudley        | Trish Stratus          | Jeff Hardy (LJN Style) | Shockmaster               |
|               |                  |                     |                        |                        | Original Sheik            |
|               |                  |                     |                        |                        | Mr. Fuji                  |